# 니시오 요시쓰구
니시오 요시쓰구(일본어: 西尾吉次, 1530년 ~ 1606년 9월 28일)는 센고쿠 시대부터 에도 시대 초기까지의 무장, 다이묘이다. 무사시 하라이치 번 초대 번주를 지냈다. 요코스카 번 니시오 가(横須賀藩西尾家) 시조. 미카와국 도조성주 기라 모치히로의 아들로 태어났다. 원복 후 첫 이름은 요시쓰구(義次)이다.
|  | 제1대 하라이치 번 번주 (니시오가) 1602년 ~ 1606년 | 후임 니시오 다다나가 |